# Tr'Hy
Tr'Hy is een xã in het district Tây Giang, een van de districten in de Vietnamese provincie Quảng Nam. Tr'Hy heeft ruim 1000 inwoners op een oppervlakte van 81,6 km².

## Geografie en topografie
Tr'Hy ligt in het zuidwesten van Tây Giang tegen de grens met de provincie Sekong in de Democratische Volksrepubliek Laos. In het zuiden grenst Tr'Hy aan de huyện Nam Giang. De aangrenzende xã is La Êê. De aangrenzende xã's in Tây Giang zijn A Xan en  Lăng.